# Wencke Barfoed
Wencke Barfoed (født 19. november 1959) er en dansk skuespiller, uddannet på Statens Teaterskole i 1990, som primært har spillet roller i film og danske TV-serier. Hun har sideløbende drevet designvirksomhed, både som modedesigner, og senere som industriel designer. Siden midten af 00'erne med egen designvirksomhed WeShop på Nørrebro.

## Filmgalleri
- Frække Frida og de frygtløse spioner (1994)
- Cirkus Ildebrand (1995)
- Skat - det er din tur (1997)
- Når mor kommer hjem (1998)
- Min søsters børn (2001)
- Min søsters børn i sneen (2002)
- Min søsters børn i Ægypten (2004)

## TV serier
- Gøngehøvdingen (1991-1992)
- Karrusel (1998)
- Dybt vand (1999)
- Rejseholdet (2000-2003)
- Hotellet (2002)
- Nikolaj og Julie (2002-2003)